# Regine Mösenlechner
Regine Mösenlechner (Inzell, 1 de abril de 1961) es una deportista alemana que compitió para la RFA en esquí alpino Su esposo Armin Bittner compitió en el mismo deporte.
Ganó una medalla de bronce en el Campeonato Mundial de Esquí Alpino de 1987, en la prueba de descenso. En la Copa del Mundo consiguió una victoria y ocho podios en total.
Participó en cuatro Juegos Olímpicos de Invierno, entre los años 1980 y 1992, ocupando en Calgary 1988 el cuarto lugar en el supergigante y el séptimo en el descenso.

## Palmarés internacional
| Campeonato Mundial | Campeonato Mundial    | Campeonato Mundial | Campeonato Mundial |
| Año                | Lugar                 | Medalla            | Prueba             |
| ------------------ | --------------------- | ------------------ | ------------------ |
| 1987               | Crans-Montana (Suiza) | Medalla de bronce  | Descenso           |